# Puchar Polski (okręg Stalowa Wola) w piłce nożnej mężczyzn (2023/2024)
Okręgowy Puchar Polski w okręgu Stalowa Wola – puchar okręgowy, który wyłoni uczestnika Pucharu Polski na szczeblu województwa podkarpackiego. W finale Siarka Tarnobrzeg pokonała Sokół Kamień.

## 1/16 finału
| Mecz                                          | Wynik        | Data              |
| --------------------------------------------- | ------------ | ----------------- |
| LZS Jadachy - Kolejarz Knapy                  | 1:3          | 6 sierpnia, 17:00 |
| KS Żupawa - Stal Gorzyce                      | 3:3 (k. 4:2) | 6 sierpnia, 17:00 |
| Czarni Lipa - KSTŁK Stalowa Wola              | 3:0 (wo)     | 6 sierpnia, 17:00 |
| Koniczynka Ocice - Junior Zakrzów             | 1:2          | 6 sierpnia, 17:00 |
| Iskra Sobów - Stal Nowa Dęba                  | 0:9          | 6 sierpnia, 17:00 |
| Huragan Zdziechowice - Jeziorak Chwałowice    | 0:3          | 6 sierpnia, 17:00 |
| GKS Groble - Sparta Jeżowe                    | 1:2          | 6 sierpnia, 17:00 |
| Retman Ulanów - Łęg Stany                     | 2:6          | 5 sierpnia, 18:00 |
| Strzelec Dąbrowica - Siarka Tarnobrzeg        | 0:7          | 6 sierpnia, 15:00 |
| KS Wydrza - Stal II Stalowa Wola              | 0:11         | 6 sierpnia, 17:00 |
| KP Zarzecze - Azalia Wola Zarczycka           | 0:4          | 6 sierpnia, 17:00 |
| Advit Łętownia - Pogoń Leżajsk                | 2:5          | 6 sierpnia, 17:00 |
| LZS Żabno - KS Jarocin                        | 2:5          | 5 sierpnia, 17:00 |
| Unia Nowa Sarzyna - Sokół Nisko               | 1:3          | 6 sierpnia, 17:00 |
| LZS Ździary - Sokół Kamień                    | 3:3 (k. 2:4) | 5 sierpnia, 14:00 |
| Unia Skowierzyn - Dolina-Tanew Wólka Tanewska | 1:7          | 29 lipca, 17:00   |

## 1/8 finału
| Mecz                                       | Wynik        | Data               |
| ------------------------------------------ | ------------ | ------------------ |
| Jeziorak Chwałowice - Stal II Stalowa Wola | 4:3          | 23 sierpnia, 17:30 |
| Czarni Lipa - KS Jarocin                   | 1:0          | 23 sierpnia, 17:30 |
| Dolina-Tanew Wólka Tanewska - Sokół Kamień | 1:1 (k. 2:4) | 23 sierpnia, 17:30 |
| KS Żupawa - Sokół Nisko                    | 1:6          | 16 sierpnia, 17:45 |
| Kolejarz Knapy - Stal Nowa Dęba            | 0:6          | 23 sierpnia, 17:30 |
| Junior Zakrzów - Azalia Wola Zarczycka     | 3:3 (k. 5:6) | 23 sierpnia, 17:30 |
| Pogoń Leżajsk - Siarka Tarnobrzeg          | 0:5          | 12 września, 16:30 |
| Łęg Stany - Sparta Jeżowe                  | 0:5          | 23 sierpnia, 17:00 |

## Ćwierćfinał
| Mecz                                   | Wynik | Data               |
| -------------------------------------- | ----- | ------------------ |
| Czarni Lipa - Jeziorak Chwałowice      | 0:2   | 27 września, 16:30 |
| Sokół Nisko - Sokół Kamień             | 1:2   | 20 września, 16:30 |
| Stal Nowa Dęba - Azalia Wola Zarczycka | 3:0   | 20 września, 16:30 |
| Sparta Jeżowe - Siarka Tarnobrzeg      | 0:5   | 20 września, 16:30 |

## Półfinał
| Mecz                               | Wynik | Data                  |
| ---------------------------------- | ----- | --------------------- |
| Jeziorak Chwałowice - Sokół Kamień | 1:5   | 4 października, 16:00 |
| Stal Nowa Dęba - Siarka Tarnobrzeg | 2:5   | 4 października, 15:30 |

## Finał
| Drużyna 1         | Wynik       | Drużyna 2    |
| 1 maja 2024       | 1 maja 2024 | 1 maja 2024  |
| ----------------- | ----------- | ------------ |
| Siarka Tarnobrzeg | 3:0         | Sokół Kamień |

| 1 maja 2024 | Siarka Tarnobrzeg                                     | 3:0   | Sokół Kamień |                               |
| 15:00       | 25' Kōsei Iwao · 31' Kamil Orlik · 54' Piotr Cichocki | (2:0) |              | Stadion Miejski w Tarnobrzegu |